# Dieudonnés sats
Inom matematiken är Dieudonnés sats, uppkallad efter Jean Dieudonné, en sats om när Minkowskisumman av två slutna mängder är sluten. 

## Satsen
Låt {\displaystyle A,B} vara två icke.tomma slutna konvexa delmängder av ett lokalt konvext rum {\displaystyle X}. Om antningen {\displaystyle A} eller {\displaystyle B} är lokalt kompakt och {\displaystyle \operatorname {recc} (A)\cap \operatorname {recc} (B)} är ett linjärt delrum, då är {\displaystyle A-B} slutet.